# Durtal
Durtal är en kommun i departementet Maine-et-Loire i regionen Pays de la Loire i nordvästra Frankrike. Kommunen ligger i kantonen Durtal som tillhör arrondissementet Angers. År 2022 hade Durtal 3 376 invånare.

## Befolkningsutveckling
Antalet invånare i kommunen Durtal
| Referens: INSEE |